# Jan Rinke

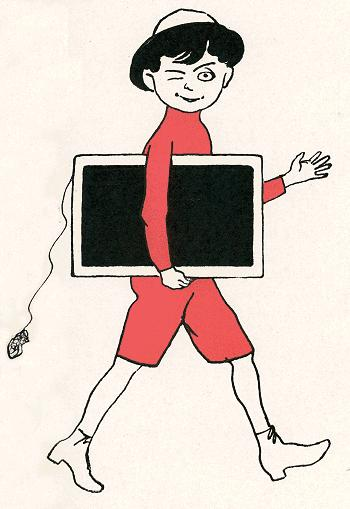
Pietje Bell op weg naar school. Afgebeeld door Jan Rinke in Pietje Bell of de lotgevallen van een ondeugenden jongen (Chris van Abkoude, 1914).

Jan Frederik Rinke (Schildwolde, 27 maart 1863 – Den Haag, 20 mei 1922) was een Nederlandse schilder, etser, lithograaf, illustrator, boekbandontwerper, tekenleraar en kunstnijveraar.
Tussen 1899 en 1902 studeerde Jan Rinke aan de Rijksacademie in Amsterdam. Hij werkte daarvoor enkele jaren als onderwijzer in Rotterdam, waar hij de latere kinderboekenschrijver Chris van Abkoude leert kennen. Vanaf 1908 gaat Rinke voor uitgeverij Kluitman de kinderboeken van Chris van Abkoude illustreren. 
Hij illustreerde daarna vele boeken, waaronder van Chris van Abkoude de eerste twee delen uit de Pietje Bell-reeks en het boek Jaap Snoek van Volendam. In het laatstgenoemde boek maakt hij zelf zijn opwachting als de kunstschilder Breedevoorde. Hij was ook boekbandontwerper, voor de firma Kluitman in Alkmaar ontwierp hij tientallen banden. Bij uitgeverij Scheltens & Giltay verscheen Jong Holland op schaatsen, een dag op het ijs, een groot 'boek' (24 × 55 cm) waar figuren uitgeknipt konden worden en opgezet konden worden om een winterlandschap te creëren.
Rinke woonde en werkte in Nederland in Amsterdam, Blaricum, Den Haag, Laren en Volendam.  Verder werkte hij onder andere in Londen (Engeland), Berlijn (Duitsland), België en Tirol (Oostenrijk).

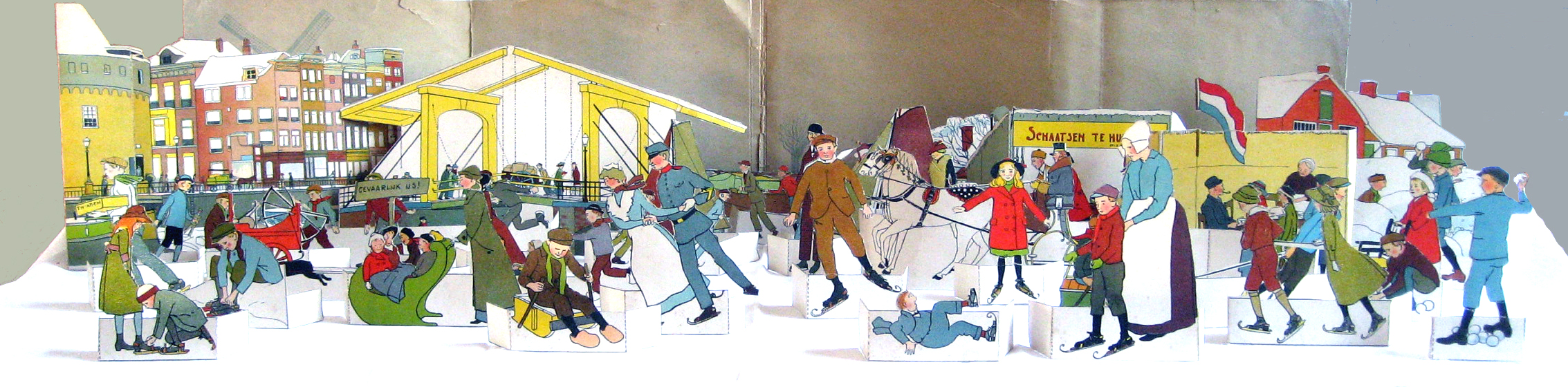
Jong Holland op schaatsen, uitgestald op een tafeltje

- Biografisch Portaal: 11269650
- Digitale Bibliotheek voor de Nederlandse Letteren: rink008
- Gemeinsame Normdatei: 136813666
- International Standard Name Identifier: 0000 0000 5783 3805
- Nederlandse Thesaurus van Auteursnamen: 067827950
- RKD-Nederlands Instituut voor Kunstgeschiedenis: 89867
- Virtual International Authority File: 81095994
- WorldCat: E39PBJptY7YJP348tVGQgYgxjC